# 托马斯·阿奎那
聖多瑪斯·阿奎那（拉丁語：St. Thomas Aquinas；約1225年—1274年3月7日；常译为或），是歐洲中世紀經院派哲學家和神學家。他是自然神學最早的提倡者之一，也是托马斯主义的創立者，成為天主教長期以來哲學研究的重要根據，著作以《神學大全》最為知名。
天主教会认为，阿奎那是史上最伟大的神学家，並将其评为36位教会圣师之一，又稱神學界之王、天使博士（天使聖師）或全能博士。

## 生平

### 早年生涯
托马斯·阿奎那出身于意大利南部的贵族家庭，母亲一脉可以溯源到神圣罗马帝国的霍亨斯陶芬王朝。他约在1225年初出生于那不勒斯王国的罗卡塞卡，该地的领主正是其父兰道夫伯爵。叔叔西尼巴尔德，是附近卡西诺山本笃会修道院的院长。于是伯爵一家寄望托马斯長大後能侄承叔业。在当时，这也是贵族子弟出人头地的常见途径。
阿奎那在五岁時進入进修院學習，十六岁時于那不勒斯大学学习了六年时间。期间，他出乎意料地加入了道明会，该会和方济会共同对欧洲中世纪早期建立的神职阶层发起了革命性的挑战。阿奎那的这一转变令其家族感到不悦；在去罗马的路途中，阿奎那被他的几个兄弟逮住、押送回圣齐奥瓦尼城堡，并在那里监禁了一两年，以迫使他放弃自己的志向。根据最早有关阿奎那的传记的记载，他的家人甚至安排娼妓去诱惑他，但他不为所动。在教宗依诺增爵四世的干预下，最后其家庭还是妥协了。十七岁时，他终于穿上了道明會的法袍。
他的师长看出阿奎那在神学上天赋异禀，1244年便送他去科隆的道明會神学院，师从大阿尔伯特学习哲学和神学。阿奎那非常肥胖，因此他的同學們戲稱他為「啞牛」。然而，聰明睿智的大阿爾伯特卻洞察出了阿奎那的潛力，相信他將會超越大師自己，成為一位傑出的人物。根據傳說，大阿爾伯特曾站在所有學生面前宣稱：「我們將這個年輕人稱為『啞牛』，但我告訴你們，整個世界將會聽到他的聲音！」1245年，他跟随大阿尔伯特去巴黎大学三年。在這段期間阿奎那也捲入了大學與天主教修士之間有關教學自由的糾紛，阿奎那主動抵制大學提供的演講和小冊子。當教宗獲知這起爭議時，道明會挑選了阿奎那作為辯護者。阿奎那在辯論中大獲全勝，擊敗了當時相當知名的大學校長聖阿穆爾的論點。
在1248年他返回科隆担任讲师，这一年是他的著述和公务生涯的开端。与哲學家大阿尔伯特的共事经历对他后来的发展产生了重要影响，将他造就成睿智的学者，并終身研究亚里士多德的哲學方法论。

### 事业
1252年阿奎那前往巴黎攻读硕士学位，由于當時大学的教授联会对托钵修会的攻击，他遇到了相当的困难。但最终仍于1256取得学位和教职；后来他与友人Bonaventura一起取得神学博士学位，在巴黎、罗马和一些意大利城市教了几年书，并且开始著述。自此以后，他开始了劳碌的生活。他在自己的修会里积极侍奉，频繁地旅行和讲学，並且經常向教宗提出有關各地政務的建議。
1259年，他在瓦朗謝訥教区取得一个重要职位。在教宗烏爾巴諾四世的请求下，他又移居罗马。1263年，他出现在伦敦的道明會中。1268年，他又前往罗马和博洛尼亚讲学，并且投身于教会的公共事务中。
在1269至1271年间，他回到了巴黎。除教书外，还管理教会事务，并且做他的亲戚——法国国王路易九世的神學顾问。1272年佛罗伦萨提供一个让他在当地教区内选择座堂的机会，他担任了修道会的院长，并且应查尔斯王的请求，在那不勒斯担任教授职务。
在這些年裡阿奎那每天不停的進行傳教，並且寫下許多的訓誡、問答集、以及授課筆記。他也開始撰寫他的大作《神學大全》。教會曾提供他那不勒斯的大主教和卡西諾山修道院院長的職位，但都被他婉拒了。

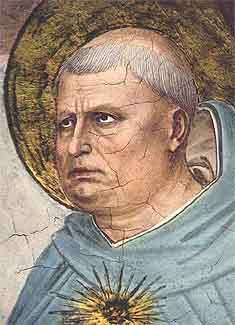
湯瑪斯·阿奎那

1273年12月6日的一次彌撒仪式中，阿奎那還稱自己看見了神蹟。事后他停止写作，使得《神学大全》变成未完成作品。当被问及为何封笔时，阿奎那答道：“我写不下去了……与我所见和受到的启示相比，我过去所写的一切犹如草芥。”後來有人稱阿奎那在祈禱時聽到了來自十字架的聲音，稱讚他的寫作。還有修道士宣稱曾看到他凌空飄起。
据同时代的人描述，阿奎那是个大块头，肥胖而且皮肤黝黑，头颅硕大，发髻很高。他的为人处世表现出很好的教养：众人认为他举止端正，温文尔雅，而且令人如沐春风。在争论中，他保持克制，并且用人格魅力和渊博的学识赢得对手的尊重。他品位朴素，周围的人为其出色的记忆力所倾倒。在他沉思时，常对周遭的环境浑然不知。他能够系统、清晰和简明地表达他人的意见，使自己的思想富有热情而且兼收并蓄。在另一方面，他經常對於自己著作的數量不足感到遺憾，因為他認為他所受到的天主的啟示遠遠不只這些。

### 去世和封圣
在1274年1月，教宗額我略十世指派阿奎那參加第二次里昂會議。他的工作是調查並且研究出希臘與拉丁教會之間的差異。身體狀況已經相當差的阿奎那在前往會議的旅程中停留於一座姪女的城堡中，病況開始惡化。阿奎那希望在修道院裡走完人生旅程，但卻無法及時抵達道明會的教堂，最後他被帶至一座熙篤會的教堂。在經歷七週的病痛煎熬後，於1274年3月7日去世。
但丁在《神曲》（《煉獄篇》第20章69節）引用阿奎那的一個友人的說法，宣稱阿奎那是被西西里國王查理斯一世下令毒死的。不過，歷史學家Antonio Muratori重新找出了這段朋友的記載，但卻沒有發現任何有關陰謀論的敘述。
所有與阿奎那相識的人都對他印象深刻。他獲得了教會賜予的「天使博士」（doctor angelicus）的頭銜。但丁在《神曲》中將阿奎那佈置在第四層天堂，與其他偉大的宗教思想家並列一堂。在1319年，天主教教會開始調查將阿奎那封聖的可能性。教宗若望二十二世在1323年6月18日於亞維農正式宣布將阿奎那封為聖人 。在1567年，教宗庇護五世將聖托馬斯·阿奎那日與其他四名教会圣师：安波羅修、耶柔米、聖奧古斯丁、額我略一世並列。
阿奎那的《神學大全》被教會視為最重要的著作之一，在第十九屆大公會議上它還被與聖經和教諭（Decretal）並列。他在神學思想發展上的重要性只有聖奧古斯丁能夠相提並論。良十三世在1879年8月4日的教宗通諭裡還指出阿奎那的神學是構成天主教思想的關鍵著作，也因此他下令將阿奎那的著作立為天主教會的思想基礎，所有的天主教學院和大學都必須教導阿奎那的理論，並且還建議教師們在談及那些阿奎那沒有明白闡述到的議題時，應該要「遵從阿奎那的思考方式，教導正確的結論」。
在1880年，阿奎那被封為所有天主教教育機構的主保聖人。在今天，一座位於那不勒斯的修道院還留有一間據傳阿奎那住過的小房間，開放供遊客參觀。阿奎那的聖人日後來被改到了1月29日，不過許多人還是將3月7日他去世的那天視為他的聖人日。阿奎那的遺體在1369年被移至法國土魯斯的雅各賓教堂安葬，在1789年至1974年間曾被移至另一間會堂，但在1974年又被移回雅各賓教堂直到今日。

## 哲學
Nihil est in intellectu quod non prius in sensu. 
凡是在理智中的，無不先在感性之中。

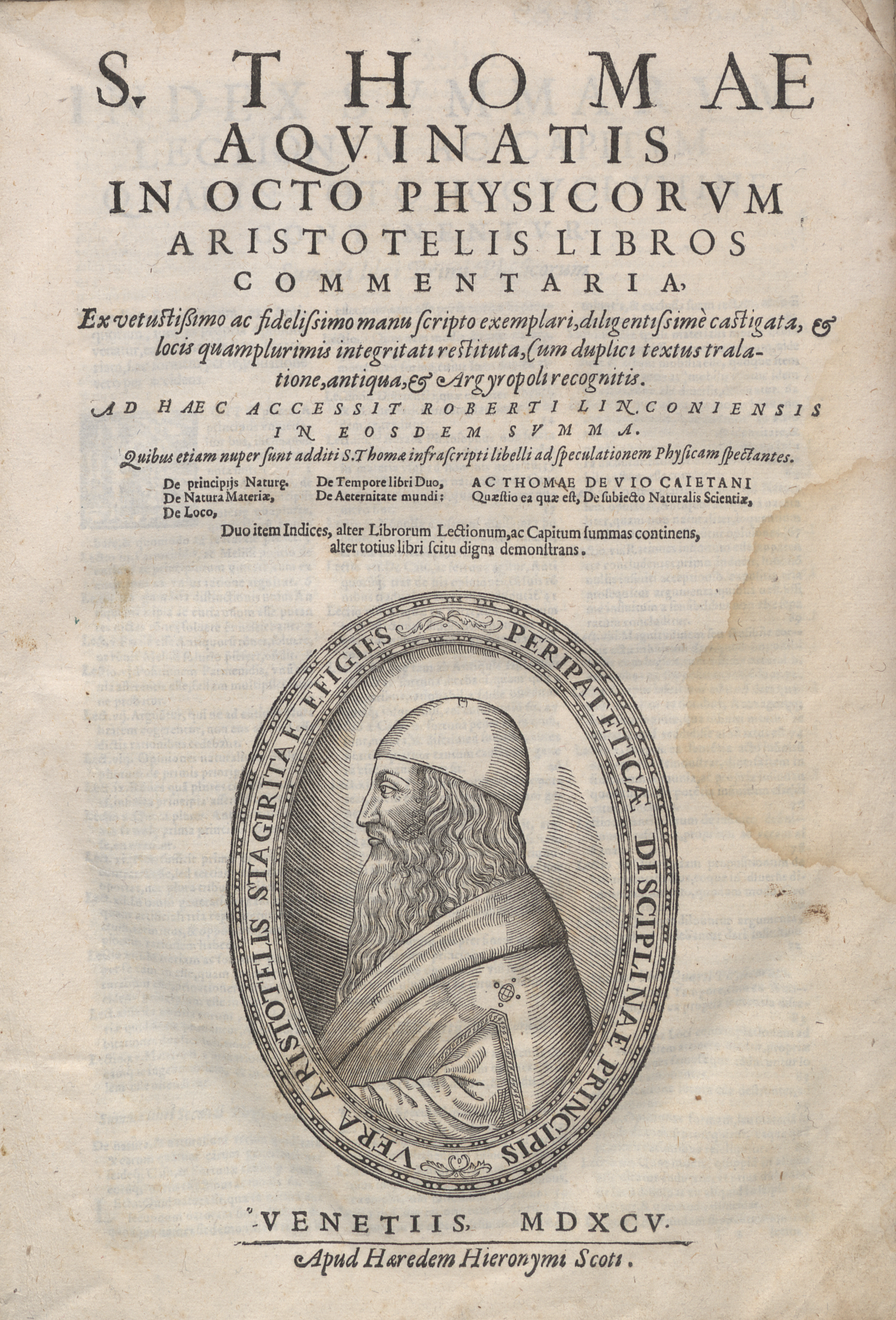
Super Physicam Aristotelis, 1595

阿奎那的哲學對於之後的基督教神學有著極大的影響，尤其是天主教。阿奎那的思想也對西方哲學有重大影響，他保存並且修改了亞里士多德學派的思想。在哲學上，他最重要的著作是《神學大全》，他在這一書裡詳細闡述了他的神學系統。

### 知識論
阿奎那相信「任何能使人類認清真理的智慧都是由天主所先行賦予的」。不過，他也相信人類天生便有能力在沒有天主啟示的幫助下了解到許多知識，即使這種知識一直被啟示亦然，「尤其是與信仰有關的事物上」。阿奎那屬於亞里士多德學派、以及經驗主義者，他也大為影響了之後這兩個學派在西方哲學界的發展。

### 神蹟
阿奎那相信天主所給予人類的啟示可以分為兩種：一般的啟示以及特別的啟示。一般的啟示可以透過觀察天主創造的自然秩序而獲得，這樣的觀察可以透過邏輯思考而獲得重要的結論，例如認知到天主的存在。阿奎那也曾提出一個知名的「五路論證」（Five Ways），用五個例子來證明天主的存在。
雖然人可以透過對一般啟示的邏輯思考認知到天主的存在、以及一些與天主有關的事物，但有一些其他知識必須是要透過特別的啟示才能得知的。在阿奎那來看，耶穌基督顯示了天主的存在便是特別的啟示之一。而許多基督教的重要神學基礎，例如三位一體的概念，也都需要透過教會和經籍的傳播才能得知，而不能只透過邏輯思考獲得。
在本質上，一般的啟示和特別的啟示其實是可以互相補充的，而不是互相對立的。

### 類比
阿奎那哲學的重要架構之一是有關邏輯類比的理論。阿奎那注意到語言的描繪可以有不同的形式：單義的、類比的、和模稜兩可的。單義的詞彙是用以形容兩個基本上一樣的事物。模稜兩可的辭彙則是用以形容兩個並不相同的東西，並且屬於邏輯上的謬誤。而類比則是用以形容有一些相同特徵、但又非完全相同的事物。當談到天主時一定會用到類比法，因為一些天主創造的事物是被隱藏起來的（Deus absconditus）、而其他則是被顯現出來以讓人類觀察的（Deus revelatus）。阿奎那認為我們可以透過天主所透露的事物（一般的啟示）了解到祂的存在，但只能夠過類比的方法這樣做。當我們談到天主的美德時，我們只能了解到那些在人類來看類似於天主的美德的事物，但這些並不完全等同於天主真正的美德。

### 倫理學
阿奎那的倫理學是根基於他所謂「行為的第一原則」之上的。在《神學大全》中他這樣解釋道：
美德代表了一些權力的運用。雖然人們是以結果來評價一件行動的是非，然而權力的結果只是行動而已。因此如果說權力是完美的，這也必須要取決於其行動才行。
阿奎那將審慎、節制、正義、以及堅忍列為人類的四大美德。這四大美德都是自然而與生俱來的，而且它們之間是互相連結的。不過，阿奎那也指出三大神學上的美德：信仰、希望、以及慈善。這三大神學美德是超自然的，而且在他們的目標也與其他美德不同：天主
神學美德的目標是天主本身，天主是所有事物的盡頭，超越了我們的理性所能取得的知識。在另一方面，智慧和道德的目標則可以為人類理性所理解。神學美德也因此與道德和智慧相當不同。
除此之外，阿奎那將法則分為四大項：永恆的、自然的、人類的、和神授的。永恆的法是天主治理所有生物的根據，自然的法是人類在永恆法則中的「參與」部分、並且可以透過理性得知。自然法也是根基於他的「行為的第一原則」上：
…所有法的基本原則是：美德要被促展並行使、邪惡要被避免。所有其他自然法的原則都是根基於此。
而生存和繁殖的慾望則被阿奎那視為是基本（自然的）人類價值觀的基礎，所有人類的價值觀都是由此衍生。人類的法則是屬於實際法，只能套用至人類。而自然法則可以套用至政府和社會上。神授法則是天主透過經籍給予的啟示。
阿奎那否認人類對於動物負有任何慈善的責任，因為動物並不屬於人類，否則以它們為食也是非法的了。不過這並不表示我們有權利虐待它們，因為「殘忍的習慣可能會影響我們對待其他人類的方式。」

## 神學
阿奎那認為神學（拉丁語：theologia；聖道，拉丁語：sacra doctrina）是一種科學，以文字記載的經籍和教會傳統作為學術的基本資料。而這些基本資料則是來自於天主在漫長歷史中給予人類的啟示。信仰和理性雖然是不同的、但卻是互相關聯的，這兩者是研究神學資料的主要工具。阿奎那相信這兩者是研究神學所不可或缺的，更確實的說，若要了解有關天主的知識，信仰和理性的交叉點是必須的。阿奎那混合了希臘哲學和基督教的原則，主張應該理性的思考並研究自然，就如同研究天主啟示的方法一樣。依據阿奎那的說法，天主透過自然給予人類啟示，也因此研究自然便是研究天主。而神學的最終目標，在阿奎那來看，便是要運用理性以理解有關天主的真相，並且透過真相獲得最終的救贖。

### 天主的本質
阿奎那認為天主的存在是不證自明的，但卻也不是無法證明的。在《神學大全》中他提出了證明天主存在的五個證據，這個理論又常被稱為「聖多瑪斯的五路論證」（Quinque viae）。
在討論到天主的本質時，阿奎那認為證明天主的最好方法，便是先排除那些不可能是天主的東西，這個方法又常被稱為否定神學。他提出了五個天主可能擁有的屬性：
1. 天主是簡單的，並沒有各種組成的部位，例如身體或靈魂、或者物質和形式。
2. 天主是完美的、毫無破綻的。亦即，天主與其他事物的差異便在於完美無瑕這個特徵上。
3. 天主是無限的。亦即，天主並沒有如其他事物一般有著實體上的、智慧上的、或情緒上的限制。但這個無限與體積或數量上的無限並不相同。
4. 天主是永遠不變的，天主的本質和特徵是無法改變的。
5. 天主是一致的，天主自己並沒有多樣的特徵存在。天主的一致性本質就如同天主的存在一般。如阿奎那所說的：「『天主存在』這段命題必然是真的，其主題和結論皆為如此。」

阿奎那的這個證明方式也是來自於其他許多之前的思想家，如猶太哲學家邁蒙尼德。

### 三位一體的本質
阿奎那主張天主是完美又完整的，而且也可以以三位一體概念完整解釋。這三個不同的位格（聖父、聖子、聖神）由他們與天主的聯繫所構成一體。聖父藉由自我意識的聯繫產生聖子，而聖父和聖子接著又產生永恆的聖神，聖神「擁有神授的愛戴天主、愛戴聖天父的本質。」
三位一體的存在並不與現實世界分割，相反的，三位一體的存在便是用於傳遞天主的啟示以及美德給人類。而這種傳遞則是透過化身而成的耶穌基督以及透過內心的聖神（三位一體本身的精髓），並且由那些有被天主救贖經驗的人所進行。

### 耶穌基督的本質
在《神學大全》裡，阿奎那也討論到了耶穌基督，他首先講述了聖經裡亞當和厄娃的故事，並且描述人類原罪的負面結果。耶穌基督化身的目的是為了恢復人類的本質，協助人類移除他們身上「原罪的污染」。「神聖的智慧認為天主應該化身為人，以這個單一而相同的化身改變人們並且提供救贖。」
阿奎那也批評了當時許多對耶穌基督抱持不同觀點的歷史神學家。在回覆阜提努時，阿奎那指出耶穌是真的出自神授的，而不只是一個凡人。另一個異端學說領袖聶斯脫里認為天主只不過是寄居了耶穌的肉身，阿奎那則回覆道天主的完整乃是耶穌的存在所不可或缺的一部分。不過，阿奎那也曾主張耶穌具有一個真正的（理性的）人類靈魂。這個說法使得耶穌有了雙重的本質，也使阿奎那與阿利烏的理論產生矛盾。阿奎那也反駁了歐迪奇所提出的雙重本質在化身耶穌結束後依然存在的主張。阿奎那認為這兩個本質是同時存在的，但在同一個人類軀體裡卻是可以清楚辨別的，這個說法也與摩尼等人的理論產生差異。
簡而言之，「基督有一個與我們相同本質的真實軀體、一個真實的理性靈魂，但除此之外還多出了完美的神性。」也因此，耶穌基督是統一的（三位一體）、但也可以是多重的（兩個本質、肉身和神性的理論）。

### 人類生命的目標
在阿奎那來看，人類存在的目標是要與天主結合並且建立永恆的連結。更具體的說，這個目標可以透過「樂福直觀」（beatific vision）達成，樂福直觀代表的是當人了解到天主的本質，因而獲得了完美、無止盡的幸福的境界。這個境界是在死後才能達成的，是由天主給予那些在世時透過耶穌基督教誨而獲得了救贖和贖罪的人的禮物。
這個最終的目標也與人在世時的作為有關。阿奎那指出個人的意志必須被指揮朝向正確的方向，例如慈善、和平、以及神聖，他認為這是達成幸福的途徑。阿奎那以幸福的觀念作為他有關道德生活的理論的軸心。意志與目標在本質上是互相聯繫的，因為「意志的正直可以指揮人類正確的走向最後的目標（樂福直觀境界）」。那些真正試圖了解並發現天主的人也必然會愛慕天主所愛慕之事物，這樣的愛慕則需要人在每個行為的選擇上堅持貫徹道德並承受結果。

## 政治哲学
阿奎那用基督教神学重新阐释了亚里士多德的政治哲学，从而确立了亚里士多德哲学在基督教世界的地位。因此他也被称为“最著名的亚里士多德主义者”。
阿奎那认为最好的制度不是亚里士多德认为的是人或哲学指导的实践理性产物，而是天主的同义语，通过基督的救世在任何时候都是现实并可能的。他的这一观点对西方的影响一直延续到现在，体现在西方人对法律所持的敬畏态度。
此外，阿奎那第一次将亚里士多德的《政治学》和《伦理学》译成拉丁文，并且评注了亚里士多德所有的主要论文，论证了道德与政治分界的可能性，其思想影响到了后来的宗教改革和政教分离。
在法学上，阿奎那则被认为是“西方世界中自然法理论的经典倡导者”，对后世的自然法学派和宪政革命都有深远影响。

## 現代的影響
許多現代的倫理學家，包括天主教徒或非天主教徒在內，在最近以來開始主張阿奎那的美德倫理概念可能可以用作取代密爾的功利主義學派。阿奎那在有關行為意圖的理論具有很大的影響力。
值得注意的是阿奎那的美學理論，尤其是「明白」（claritas）的概念，極大的影響了現代作家詹姆斯·喬伊斯的文學風格，喬伊斯讚美阿奎那是西方哲學裡排名第二的哲學家，僅次於亞里士多德。阿奎那的美學概念的影響也可以在義大利符號學家翁貝托·埃可的作品裡觀察到，埃可也寫了一篇有關阿奎那的美學概念的論文。
數個世紀以來有許多阿奎那的傳記被出版，其中最知名的是由卻斯特頓寫成。

## 作品

### 版本
阿奎那作品最權威的版本是Leonina版（editio Leonina），由教宗利奥十三世1879年資助創立。截至2014年，已出版近四十卷。
阿奎那集（Corpus Thomisticum）網站上可以查閱阿奎那作品，還有作品版本、研究文獻等信息。

### 主要著作
- 《哲学大全》
- 《神学大全》

### 引用
1. 1 2 3 4 5 6 7  . www.ccel.org.   [2020-12-14]. （原始内容存档于2017-09-12）.
2. ↑  E. Olson, Roger. . 台北，校園: 校園書房出版社. 2002: 396. ISBN 9789575877583.
3. 1 2 3 4 5  . www.ccel.org.   [2020-12-14]. （原始内容存档于2021-02-18）.
4. 1 2  "Aquinas, Thomas", Encyclopædia Britannica (1911), pg. 250.
5. ↑  Will Durant, The Age of Faith (Simon and Schuster, 1950), p. 978.
6. ↑  Summa Theologica （页面存档备份，存于）, First Part of the Second Part, Question 109. Retrieved 26 August 2006.
7. ↑  Geisler, p. 725.
8. ↑  R. C. Sproul, Renewing Your Mind (Baker Books: Grand Rapids, Michigan, 1998), p. 33.
9. ↑  Geisler, p. 726.
10. ↑  Geisler, p. 727.
11. ↑  .   [2007-03-20]. （原始内容存档于2021-02-18）.
12. ↑  .   [2007-03-20]. （原始内容存档于2021-02-18）.
13. ↑  Louis Pojman, Ethics (Belmont, California|Belmont, California: Wadsworth Publishing Company, 1995).
14. ↑  .   [2007-03-20]. （原始内容存档于2021-02-18）.
15. ↑  Peter Singer. .   [2007-03-20]. （原始内容存档于2009-10-13）.
16. ↑  . sites.google.com.   [2020-12-14]. （原始内容存档于2021-02-18）.
17. ↑  論證天主的存在 的存檔，存档日期2014-08-14.
18. ↑  Peter Kreeft, Summa of the Summa (San Francisco: Ignatius Press, 1990), pp. 74-77, 86-87, 97-99, 105, 111-112.
19. ↑  . www.jewishencyclopedia.com.   [2020-12-14]. （原始内容存档于2021-02-18）.
20. ↑  Aidan Nichols, Discovering Aquinas (Grand Rapids, Michigan: Eerdmans Publishing Company, 2002), pp. 173-174.
21. ↑  Thomas Aquinas, Aquinas's Shorter Summa (Manchester, New Hampshire, New Hampshire: Sophia Institute Press, 2002), pp. 228-229.
22. ↑  Aquinas 2002, pp. 231-239.
23. ↑  Aquinas 2002, pp. 241, 245-249. Emphasis is the author's.
24. ↑  列奥·施特劳斯，约瑟夫·克罗波西. . 石家庄: 河北人民出版社. 1993: 278. ISBN 9787202014349.
25. ↑  . www.commissio-leonina.org.   [2023-05-21]. （原始内容存档于2023-05-21）.
26. ↑  . www.corpusthomisticum.org.   [2023-05-21]. （原始内容存档于2023-08-02）.

## 外部連結
阿奎那著作
- 神學大全 （页面存档备份，存于）
- 自然的原則
- 論人和本質 （页面存档备份，存于） (De Ente et Essentia)
- Catena Aurea （页面存档备份，存于） (部分)
- 文集 （页面存档备份，存于） - 多瑪斯·阿奎那文集 （拉丁文）
- 多瑪斯·阿奎那的作品  - 古騰堡計劃
- Bibliotheca Thomistica IntraText （页面存档备份，存于）：文集

阿奎那传记和研究
- 多瑪斯·阿奎那在天主教百科的條目 （页面存档备份，存于）
- Article on Thomism
- G. K. Chesterton所著傳記 （页面存档备份，存于）
- On the legend of St. Albert's automaton
- 多瑪斯·阿奎那的詩賦 （页面存档备份，存于）
- 史丹佛哲學百科的條目 （页面存档备份，存于）
- 傳記和思想
- 道德、政治學、和哲學 （页面存档备份，存于）
- Aquinas the Scholar
- Thomistica.net （页面存档备份，存于） 有關多瑪斯·阿奎那研究的新聞和文章
- Official website of the Pontifical Academy of St Thomas Aquinas （页面存档备份，存于）